# Usurpation (film, 2017)
Pour plus de détails, voir Fiche technique et Distribution.
Usurpation (Inconceivable) est un thriller américain, sorti pour 2017.

## Synopsis
Katie est une mère de famille qui emménage avec sa jeune fille dans une nouvelle vie pour échapper à son passé tumultueux. Elle sympathise avec un couple qui, très vite, est troublé par son comportement étrange.

## Fiche technique
Sauf indication contraire, les informations mentionnées dans cette section peuvent être confirmées par la base de données cinématographiques IMDb,  présente dans la section « Liens externes ».
- Titre français : Usurpation
- Titre original : Inconceivable
- Réalisation : Jonathan Baker
- Scénario : Chloe King
- Photographie : Brandon Cox
- Musique : Kevin Kliner
- Décors : Ráchel Lowery
- Costumes : Bonnie Stauch
- Production : Jonathan Baker, Daniel Herther, Randall Emmett et George Furla
- Sociétés de production : Emmett/Furla/Oasis Films et Baker Entertainment
- Sociétés de distribution : Lionsgate
- Pays de production :  États-Unis
- Langue originale : anglais
- Format : couleur
- Genre : thriller
- Durée : 105 minutes
- Date de sortie :
  - États-Unis : 30 juin 2017
  - France : 5 septembre 2017 (directement en vidéo[1])

## Distribution
- Nicolas Cage (VF : Dominique Collignon-Maurin ; VQ : Benoît Rousseau) : Brian
- Gina Gershon (VF : Micky Sébastian) : Angela
- Nicky Whelan (VF : Marie Chevalot) : Katie
- Faye Dunaway (VF : Béatrice Delfe) : Donna
- Natalie Eva Marie (VF : Hélène Bizot) : Linda
- Jonathan Baker (VF : Frédéric Popovic) : Barry
- James Van Patten (VF : Jérôme Keen) : Dr. Weisman